# Heiliges Herz Jesu (Bitola)

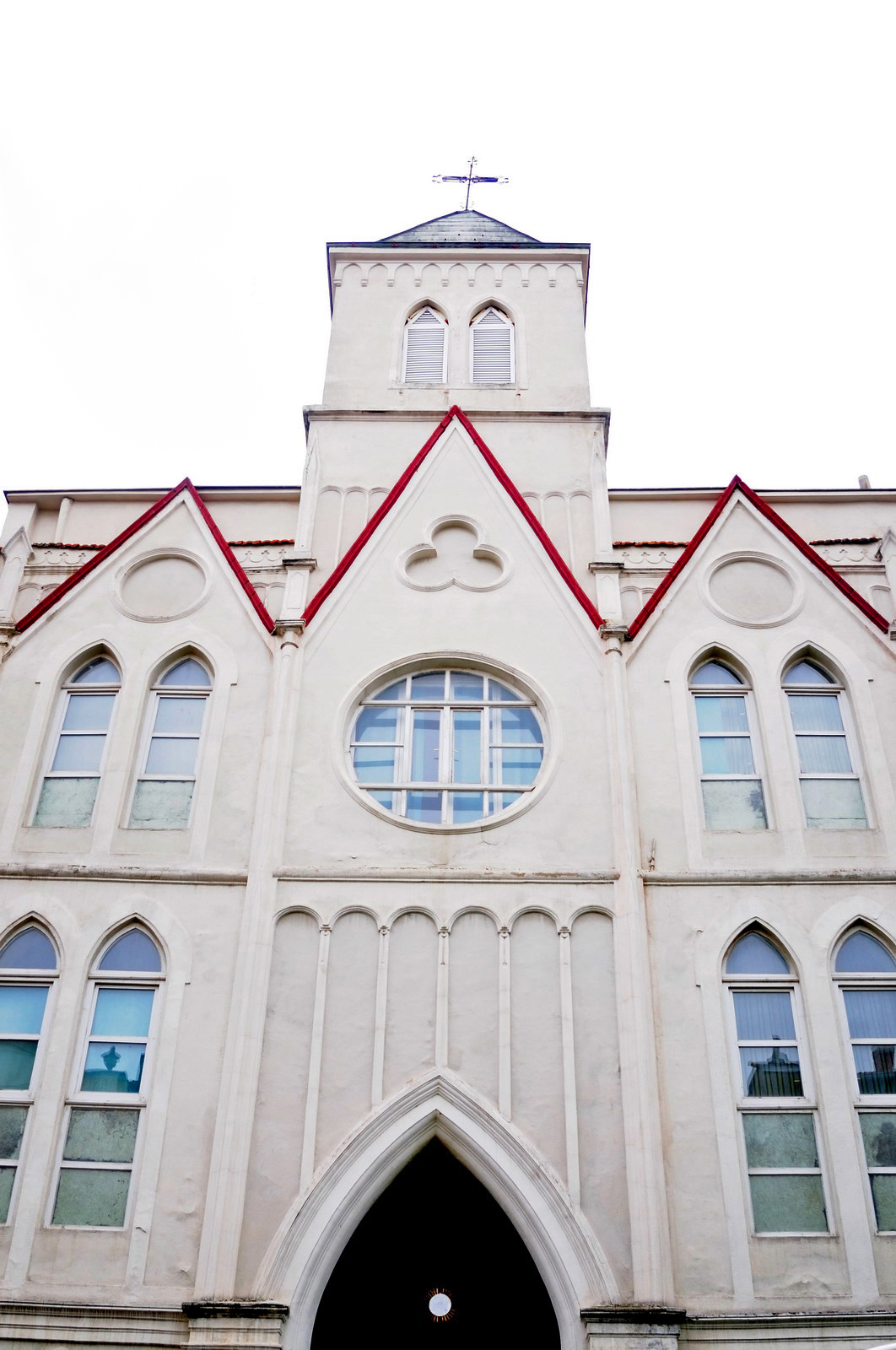
Herz Jesu in Bitola

Die Kirche Heiliges Herz Jesu (mazedonisch Црква Пресвето Срце Исусово) ist die Konkathedrale des Bistums Skopje in Nordmazedonien. Sie befindet sich an der Straße Schirok Sokak in der südmazedonischen Stadt Bitola.
An der Stelle, an der sich heute Herz Jesu erhebt, wurde von den Vinzentinern im Jahre 1857 eine Kapelle errichtet, da durch eingewanderte Konsulatsangehörige und Kaufleute mit ihren Familien Bedarf für römisch-katholische Seelsorge entstanden war. Hierfür wurde zuvor von Pater Juan Jose Lepavek das bis dahin für die türkische Armee genutzte Hotel Locanda von Redzep Pascha aufgekauft, dem Vâli (Gouverneur) von Monastir. 1870 wurde eine neue Kirche im barocken Stil errichtet, die jedoch 1900 abbrannte. 1909 baute man schließlich das heute noch stehende Gebäude im französischen neugotischen Stil.
Die Konkathedrale hat drei Altäre, der gotisch-deutsche Hauptaltar aus Holz stammt aus München. Der Brunnen wurde von dem mazedonischen Graveur George Karadschow errichtet; der Kirchturm entstand von 1938 bis 1940 und war ein Geschenk slowakischer Gläubiger.